# Protège-moi
«Protège-moi» (рус. Защити меня) — сингл группы Placebo, эксклюзивно изданный во Франции в 2004 году. Заглавная песня является французской версией песни «Protect Me from What I Want» из их четвёртого альбома Sleeping with Ghosts. Припев исполняется на английском языке, хотя есть французский бэк-вокал. Песня также может быть названа дополнительным треком к двухдисковому изданию Sleeping with Ghosts. Текст песни был переведён на французский язык Виржини Депант (фр. Virginie Despentes).

## Клип
Оригинальный музыкальный клип для «Protège-moi», снятый французским режиссёром Гаспаром Ноэ, никогда официально не выпускался из-за наличия сексуальных сцен, включая открытую наготу, жёсткий петтинг, минет и куннилингус. Видео, в конце концов предоставленное для этой песни, извлечено из DVD Soulmates Never Die (Live in Paris 2003).

## Список композиций
| №  | Название       | Длительность |
| -- | -------------- | ------------ |
| 1. | «Protège-moi»  | 3:15         |
| 2. | «This Picture» | 3:34         |

| №  | Название                   | Длительность |
| -- | -------------------------- | ------------ |
| 1. | «Protège-moi (Le clip)»    | 3:21         |
| 2. | «Bulletproof Cupid (Live)» | 2:11         |
| 3. | «Protège-Moi (M83 Remix)»  | 3:22         |